# St. Lawrence Market
Pour les articles homonymes, voir St. Lawrence.
St. Lawrence Market est un marché public à Toronto, en Ontario, au Canada. Il est situé le long de Front Street (en) et Jarvis Street (en) dans le  quartier St. Lawrence (en) du centre-ville de Toronto. Le marché public est composé de deux sites adjacents l'un à l'autre à l'ouest de Jarvis Street, St. Lawrence Market Nord et St. Lawrence Market Sud,.